# Повитьевский сельсовет
По́витьевский сельсовет — административная единица в составе Кобринского района Брестской области Республики Беларусь. Согласно переписи населения 2019 года, в сельсовете проживало 1211 человек.

## Состав
По данным на 1 января 2021 года, Повитьевский сельсовет включает 1 населённый пункт:
| название | тип         | домохозяйств | население |
| -------- | ----------- | ------------ | --------- |
| Повитье  | агрогородок | 587          | 1472      |